# Medaglie femminili dei campionati europei di nuoto
In questa pagina sono elencate tutte le medaglie femminili dei campionati europei di nuoto in vasca lunga, a partire dagli europei di Budapest 1926.

## Stile libero

### 50 metri
| Edizione        | Oro                                | Argento                                                 | Bronzo                                 |
| --------------- | ---------------------------------- | ------------------------------------------------------- | -------------------------------------- |
| Strasburgo 1987 | Tamara Costache ( Romania)         | Katrin Meißner ( Germania Est)                          | Christiane Pielke ( Germania Ovest)    |
| Bonn 1989       | Catherine Plewinski ( Francia)     | Daniela Hunger ( Germania Est)                          | Katrin Meißner ( Germania Est)         |
| Atene 1991      | Simone Osygus ( Germania)          | Catherine Plewinski ( Francia)                          | Inge de Bruijn ( Paesi Bassi)          |
| Sheffield 1993  | Franziska van Almsick ( Germania)  | Linda Olofsson ( Svezia)                                | Inge de Bruijn ( Paesi Bassi)          |
| Vienna 1995     | Linda Olofsson ( Svezia)           | Franziska van Almsick ( Germania)                       | Angela Postma ( Paesi Bassi)           |
| Siviglia 1997   | Natal'ja Meščerjakova ( Russia)    | Sandra Völker ( Germania)                               | Therese Alshammar ( Svezia)            |
| Istanbul 1999   | Inge de Bruijn ( Paesi Bassi)      | Therese Alshammar ( Svezia)                             | Alison Sheppard ( Regno Unito)         |
| Helsinki 2000   | Therese Alshammar ( Svezia)        | Wilma van Hofwegen ( Paesi Bassi)                       | Ol'ha Mukomol ( Ucraina)               |
| Berlino 2002    | Therese Alshammar ( Svezia)        | Martina Moravcová ( Slovacchia)                         | Aljaksandra Herasimenja ( Bielorussia) |
| Madrid 2004     | Therese Alshammar ( Svezia)        | S'vjatlana Chachlova ( Bielorussia)                     | Sandra Völker ( Germania)              |
| Budapest 2006   | Britta Steffen ( Germania)         | Therese Alshammar ( Svezia)                             | Marleen Veldhuis ( Paesi Bassi)        |
| Eindhoven 2008  | Marleen Veldhuis ( Paesi Bassi)    | Hinkelien Schreuder ( Paesi Bassi)                      | Therese Alshammar ( Svezia)            |
| Budapest 2010   | Therese Alshammar ( Svezia)        | Hinkelien Schreuder ( Paesi Bassi)                      | Francesca Halsall ( Regno Unito)       |
| Debrecen 2012   | Britta Steffen ( Germania)         | Hinkelien Schreuder ( Paesi Bassi)                      | Nery-Mantey Niangkouara ( Grecia)      |
| Berlino 2014    | Francesca Halsall ( Regno Unito)   | Sarah Sjöström ( Svezia)                                | Jeanette Ottesen ( Danimarca)          |
| Londra 2016     | Ranomi Kromowidjojo ( Paesi Bassi) | Francesca Halsall ( Regno Unito)                        | Jeanette Ottesen ( Danimarca)          |
| Glasgow 2018    | Sarah Sjöström ( Svezia)           | Pernille Blume ( Danimarca)                             | Ranomi Kromowidjojo ( Paesi Bassi)     |
| Budapest 2020   | Ranomi Kromowidjojo ( Paesi Bassi) | Pernille Blume ( Danimarca) Katarzyna Wasick ( Polonia) |                                        |
| Roma 2022       | Sarah Sjöström ( Svezia)           | Katarzyna Wasick ( Polonia)                             | Valerie van Roon ( Paesi Bassi)        |
| Belgrado 2024   | Petra Senánszky ( Ungheria)        | Theodōra Drakou ( Grecia)                               | Julie Kepp Jensen ( Danimarca)         |

- Atleta più premiata: Therese Alshammar ( Svezia)
- Nazione più medagliata:  Svezia (7 , 4  e 2 )
- Record della competizione: 23.74 (Sarah Sjöström  Svezia, Glasgow 2018)

### 100 metri
| Edizione         | Oro                                   | Argento                                        | Bronzo                            |
| ---------------- | ------------------------------------- | ---------------------------------------------- | --------------------------------- |
| Bologna 1927     | Maria Vierdag ( Paesi Bassi)          | Joyce Cooper ( Regno Unito)                    | Lotte Lehmann ( Germania)         |
| Parigi 1931      | Yvonne Godard ( Francia)              | Willemijntje den Ouden ( Paesi Bassi)          | Joyce Cooper ( Regno Unito)       |
| Magdeburgo 1934  | Willemijntje den Ouden ( Paesi Bassi) | Hendrika "Rie" Mastenbroek ( Paesi Bassi)      | Gisela Arendt ( Germania)         |
| Londra 1938      | Ragnhild Hveger ( Danimarca)          | Birte Ove-Petersen ( Danimarca)                | Rie van Veen ( Paesi Bassi)       |
| Monte Carlo 1947 | Fritzie Nathansen ( Danimarca)        | Johanna Termeulen ( Paesi Bassi)               | Greta Andersen ( Danimarca)       |
| Vienna 1950      | Irma Schumacher ( Paesi Bassi)        | Marie-Louise Vaessen ( Paesi Bassi)            | Greta Andersen ( Danimarca)       |
| Torino 1954      | Katalin Szőke ( Ungheria)             | Judit Temes ( Ungheria)                        | Geertje Wielema ( Paesi Bassi)    |
| Budapest 1958    | Kate Jobson ( Svezia)                 | Cocki van Engelsdorp Gastelaars ( Paesi Bassi) | Judy Grinham ( Regno Unito)       |
| Lipsia 1962      | Heidi Pechstein ( Germania Est)       | Diana Wilkinson ( Regno Unito)                 | Ineke Tigelaar ( Paesi Bassi)     |
| Utrecht 1966     | Martina Grunert ( Germania Est)       | Judit Turóczy ( Ungheria)                      | Pauline Sillett ( Regno Unito)    |
| Barcellona 1970  | Gabriele Wetzko ( Germania Est)       | Mirjana Šegrt ( Jugoslavia)                    | Alex Jackson ( Regno Unito)       |
| Vienna 1974      | Kornelia Ender ( Germania Est)        | Angela Franke ( Germania Est)                  | Enith Brigitha ( Paesi Bassi)     |
| Jönköping 1977   | Barbara Krause ( Germania Est)        | Enith Brigitha ( Paesi Bassi)                  | Petra Priemer ( Germania Est)     |
| Spalato 1981     | Caren Metschuck ( Germania Est)       | Birgit Meineke ( Germania Est)                 | Conny van Bentum ( Paesi Bassi)   |
| Roma 1983        | Birgit Meineke ( Germania Est)        | Kristin Otto ( Germania Est)                   | Conny van Bentum ( Paesi Bassi)   |
| Sofia 1985       | Heike Friedrich ( Germania Est)       | Manuela Stellmach ( Germania Est)              | Conny van Bentum ( Paesi Bassi)   |
| Strasburgo 1987  | Kristin Otto ( Germania Est)          | Manuela Stellmach ( Germania Est)              | Tamara Costache ( Romania)        |
| Bonn 1989        | Katrin Meißner ( Germania Est)        | Manuela Stellmach ( Germania Est)              | Marianne Muis ( Paesi Bassi)      |
| Atene 1991       | Catherine Plewinski ( Francia)        | Karin Brienesse ( Paesi Bassi)                 | Simone Osygus ( Germania)         |
| Sheffield 1993   | Franziska van Almsick ( Germania)     | Martina Moravcová ( Slovacchia)                | Catherine Plewinski ( Francia)    |
| Vienna 1995      | Franziska van Almsick ( Germania)     | Mette Jacobsen ( Danimarca)                    | Karen Pickering ( Regno Unito)    |
| Siviglia 1997    | Sandra Völker ( Germania)             | Martina Moravcová ( Slovacchia)                | Antje Buschschulte ( Germania)    |
| Istanbul 1999    | Sue Rolph ( Regno Unito)              | Inge de Bruijn ( Paesi Bassi)                  | Sandra Völker ( Germania)         |
| Helsinki 2000    | Therese Alshammar ( Svezia)           | Martina Moravcová ( Slovacchia)                | Mette Jacobsen ( Danimarca)       |
| Berlino 2002     | Franziska van Almsick ( Germania)     | Martina Moravcová ( Slovacchia)                | Alena Popčanka ( Bielorussia)     |
| Madrid 2004      | Malia Metella ( Francia)              | Marleen Veldhuis ( Paesi Bassi)                | Nery-Mantey Niangkouara ( Grecia) |
| Budapest 2006    | Britta Steffen ( Germania)            | Marleen Veldhuis ( Paesi Bassi)                | Nery-Mantey Niangkouara ( Grecia) |
| Eindhoven 2008   | Marleen Veldhuis ( Paesi Bassi)       | Hanna-Maria Seppälä ( Finlandia)               | Inge Dekker ( Paesi Bassi)        |
| Budapest 2010    | Francesca Halsall ( Regno Unito)      | Aljaksandra Herasimenja ( Bielorussia)         | Femke Heemskerk ( Paesi Bassi)    |
| Berlino 2014     | Sarah Sjöström ( Svezia)              | Femke Heemskerk ( Paesi Bassi)                 | Michelle Coleman ( Svezia)        |
| Londra 2016      | Sarah Sjöström ( Svezia)              | Ranomi Kromowidjojo ( Paesi Bassi)             | Femke Heemskerk ( Paesi Bassi)    |
| Glasgow 2018     | Sarah Sjöström ( Svezia)              | Femke Heemskerk ( Paesi Bassi)                 | Charlotte Bonnet ( Francia)       |
| Budapest 2020    | Femke Heemskerk ( Paesi Bassi)        | Marie Wattel ( Francia)                        | Freya Anderson ( Gran Bretagna)   |
| Roma 2022        | Marrit Steenbergen ( Paesi Bassi)     | Charlotte Bonnet ( Francia)                    | Freya Anderson ( Gran Bretagna)   |
| Belgrado 2024    | Barbora Seemanova ( Rep. Ceca)        | Barbora Janíčková ( Rep. Ceca)                 | Nikolett Pádár ( Ungheria)        |

- Atleta più premiata: Franziska van Almsick ( Germania) e Sarah Sjöström ( Svezia)
- Nazione più medagliata:  Germania Est (10 , 6  e 1 )
- Record della competizione: 52.67 (Sarah Sjöström  Svezia, Berlino 2014)

### 200 metri
| Edizione        | Oro                                  | Argento                           | Bronzo                                                     |
| --------------- | ------------------------------------ | --------------------------------- | ---------------------------------------------------------- |
| Barcellona 1970 | Gabriele Wetzko ( Germania Est)      | Mirjana Šegrt ( Jugoslavia)       | Yvonne Nieber ( Germania Est)                              |
| Vienna 1974     | Kornelia Ender ( Germania Est)       | Enith Brigitha ( Paesi Bassi)     | Andrea Eife ( Germania Est)                                |
| Jönköping 1977  | Petra Thümer ( Germania Est)         | Barbara Krause ( Germania Est)    | Annelies Maas ( Paesi Bassi)                               |
| Spalato 1981    | Carmela Schmidt ( Germania Est)      | Birgit Meineke ( Germania Est)    | Conny van Bentum ( Paesi Bassi)                            |
| Roma 1983       | Birgit Meineke ( Germania Est)       | Astrid Strauß ( Germania Est)     | Conny van Bentum ( Paesi Bassi)                            |
| Sofia 1985      | Heike Friedrich ( Germania Est)      | Manuela Stellmach ( Germania Est) | Vania Argirova ( Bulgaria)                                 |
| Strasburgo 1987 | Heike Friedrich ( Germania Est)      | Manuela Stellmach ( Germania Est) | Luminiţa Dobrescu ( Romania)                               |
| Bonn 1989       | Manuela Stellmach ( Germania Est)    | Marianne Muis ( Paesi Bassi)      | Mette Jacobsen ( Danimarca)                                |
| Atene 1991      | Mette Jacobsen ( Danimarca)          | Catherine Plewinski ( Francia)    | Luminiţa Dobrescu ( Romania)                               |
| Sheffield 1993  | Franziska van Almsick ( Germania)    | Luminiţa Dobrescu ( Romania)      | Karen Pickering ( Regno Unito)                             |
| Vienna 1995     | Kerstin Kielgass ( Germania)         | Malin Nilsson ( Svezia)           | Karen Pickering ( Regno Unito) Mette Jacobsen ( Danimarca) |
| Siviglia 1997   | Michelle Smith ( Irlanda)            | Nadežda Čemezova ( Russia)        | Camelia Potec ( Romania)                                   |
| Istanbul 1999   | Camelia Potec ( Romania)             | Kerstin Kielgass ( Germania)      | Natallja Baranoŭskaja ( Bielorussia)                       |
| Helsinki 2000   | Natallja Baranoŭskaja ( Bielorussia) | Martina Moravcová ( Slovacchia)   | Camelia Potec ( Romania)                                   |
| Berlino 2002    | Franziska van Almsick ( Germania)    | Camelia Potec ( Romania)          | Alena Popčanka ( Bielorussia)                              |
| Madrid 2004     | Camelia Potec ( Romania)             | Solenne Figuès ( Francia)         | Josefin Lillhage ( Svezia)                                 |
| Budapest 2006   | Otylia Jędrzejczak ( Polonia)        | Annika Liebs ( Germania)          | Laure Manaudou ( Francia)                                  |
| Eindhoven 2008  | Sara Isaković ( Slovenia)            | Camelia Potec ( Romania)          | Ágnes Mutina ( Ungheria)                                   |
| Budapest 2010   | Federica Pellegrini ( Italia)        | Silke Lippok ( Germania)          | Ágnes Mutina ( Ungheria)                                   |
| Debrecen 2012   | Federica Pellegrini ( Italia)        | Silke Lippok ( Germania)          | Ophélie-Cyrielle Étienne ( Francia)                        |
| Berlino 2014    | Federica Pellegrini ( Italia)        | Katinka Hosszú ( Ungheria)        | Femke Heemskerk ( Paesi Bassi)                             |
| Londra 2016     | Federica Pellegrini ( Italia)        | Femke Heemskerk ( Paesi Bassi)    | Charlotte Bonnet ( Francia)                                |
| Glasgow 2018    | Charlotte Bonnet ( Francia)          | Femke Heemskerk ( Paesi Bassi)    | Anastasia Guzhenkova ( Russia)                             |
| Budapest 2020   | Barbora Seemanová ( Rep. Ceca)       | Federica Pellegrini ( Italia)     | Freya Anderson ( Regno Unito)                              |
| Roma 2022       | Marrit Steenbergen ( Paesi Bassi)    | Freya Anderson ( Regno Unito)     | Isabel Marie Gose ( Germania)                              |
| Belgrado 2024   | Barbora Seemanová ( Rep. Ceca)       | Lilla Minna Ábrahám ( Ungheria)   | Nicole Maier ( Germania)                                   |

- Atleta più premiata: Federica Pellegrini ( Italia)
- Nazione più medagliata:  Germania Est (8 , 5  e 2 )
- Record della competizione: 1:54.95 (Charlotte Bonnet ( Francia), Glasgow 2018)

### 400 metri
| Edizione         | Oro                                       | Argento                               | Bronzo                                |
| ---------------- | ----------------------------------------- | ------------------------------------- | ------------------------------------- |
| Bologna 1927     | Maria Johanna Braun ( Paesi Bassi)        | Marion Laverty ( Regno Unito)         | Fritzi Löwy ( Austria)                |
| Parigi 1931      | Maria Johanna Braun ( Paesi Bassi)        | Joyce Cooper ( Regno Unito)           | Yvonne Godard ( Francia)              |
| Magdeburgo 1934  | Hendrika "Rie" Mastenbroek ( Paesi Bassi) | Willemijntje den Ouden ( Paesi Bassi) | Lilli Andersen ( Danimarca)           |
| Londra 1938      | Ragnhild Hveger ( Danimarca)              | Rie van Veen ( Paesi Bassi)           | Fernande Caroen ( Belgio)             |
| Monte Carlo 1947 | Karen Margrete Harup ( Danimarca)         | Catherine Gibson ( Regno Unito)       | Fernande Caroen ( Belgio)             |
| Vienna 1950      | Greta Andersen ( Danimarca)               | Irma Schumacher ( Paesi Bassi)        | Colette Thomas ( Francia)             |
| Torino 1954      | Ágota Sebő ( Ungheria)                    | Valéria Gyenge ( Ungheria)            | Eša Ligorio ( Jugoslavia)             |
| Budapest 1958    | Jans Koster ( Paesi Bassi)                | Corrie Schimmel ( Paesi Bassi)        | Nancy Rae ( Regno Unito)              |
| Lipsia 1962      | Adrie Lasterie ( Paesi Bassi)             | Ineke Tigelaar ( Paesi Bassi)         | Elisabeth Ljunggren ( Svezia)         |
| Utrecht 1966     | Claude Mandonnaud ( Francia)              | Ada Kok ( Paesi Bassi)                | Tamara Sosnova ( Unione Sovietica)    |
| Barcellona 1970  | Elke Sehmisch ( Germania Est)             | Gunilla Jonsson ( Svezia)             | Karin Tülling ( Germania Est)         |
| Vienna 1974      | Angela Franke ( Germania Est)             | Cornelia Dörr ( Germania Est)         | Novella Calligaris ( Italia)          |
| Jönköping 1977   | Petra Thümer ( Germania Est)              | Annelies Maas ( Paesi Bassi)          | Barbara Krause ( Germania Est)        |
| Spalato 1981     | Ines Diers ( Germania Est)                | Carmela Schmidt ( Germania Est)       | Jackie Wilmott ( Regno Unito)         |
| Roma 1983        | Astrid Strauß ( Germania Est)             | Anke Sonnenbrodt ( Germania Est)      | Irina Laricheva ( Unione Sovietica)   |
| Sofia 1985       | Astrid Strauß ( Germania Est)             | Anke Möhring ( Germania Est)          | Elena Dendeberova ( Unione Sovietica) |
| Strasburgo 1987  | Heike Friedrich ( Germania Est)           | Astrid Strauß ( Germania Est)         | Stela Pura ( Romania)                 |
| Bonn 1989        | Anke Möhring ( Germania Est)              | Heike Friedrich ( Germania Est)       | Manuela Melchiorri ( Italia)          |
| Atene 1991       | Irene Dalby ( Norvegia)                   | Beatrice Coada ( Romania)             | Cristina Sossi ( Italia)              |
| Sheffield 1993   | Dagmar Hase ( Germania)                   | Kerstin Kielgass ( Germania)          | Irene Dalby ( Norvegia)               |
| Vienna 1995      | Franziska van Almsick ( Germania)         | Carla Geurts ( Paesi Bassi)           | Irene Dalby ( Norvegia)               |
| Siviglia 1997    | Dagmar Hase ( Germania)                   | Michelle Smith ( Irlanda)             | Kerstin Kielgass ( Germania)          |
| Istanbul 1999    | Camelia Potec ( Romania)                  | Kerstin Kielgass ( Germania)          | Jana Kločkova ( Ucraina)              |
| Helsinki 2000    | Jana Kločkova ( Ucraina)                  | Natallja Baranoŭskaja ( Bielorussia)  | Camelia Potec ( Romania)              |
| Berlino 2002     | Jana Kločkova ( Ucraina)                  | Éva Risztov ( Ungheria)               | Camelia Potec ( Romania)              |
| Madrid 2004      | Laure Manaudou ( Francia)                 | Camelia Potec ( Romania)              | Jana Kločkova ( Ucraina)              |
| Budapest 2006    | Laure Manaudou ( Francia)                 | Joanne Jackson ( Regno Unito)         | Caitlin McClatchey ( Regno Unito)     |
| Eindhoven 2008   | Federica Pellegrini ( Italia)             | Coralie Balmy ( Francia)              | Camelia Potec ( Romania)              |
| Budapest 2010    | Rebecca Adlington ( Regno Unito)          | Ophélie-Cyrielle Étienne ( Francia)   | Lotte Friis ( Danimarca)              |
| Debrecen 2012    | Coralie Balmy ( Francia)                  | Mireia Belmonte García ( Spagna)      | Ophélie-Cyrielle Étienne ( Francia)   |
| Berlino 2014     | Jazmin Carlin ( Regno Unito)              | Sharon van Rouwendaal ( Paesi Bassi)  | Mireia Belmonte García ( Spagna)      |
| Londra 2016      | Boglárka Kapás ( Ungheria)                | Jazmin Carlin ( Regno Unito)          | Mireia Belmonte García ( Spagna)      |
| Glasgow 2018     | Simona Quadarella ( Italia)               | Ajna Késely ( Ungheria)               | Holly Hibbott ( Regno Unito)          |
| Budapest 2020    | Simona Quadarella ( Italia)               | Anna Egorova ( Russia)                | Boglárka Kapás ( Ungheria)            |
| Roma 2022        | Isabel Marie Gose ( Germania)             | Simona Quadarella ( Italia)           | Ajna Késely ( Ungheria)               |
| Belgrado 2024    | Ajna Késely ( Ungheria)                   | Barbora Seemanová ( Rep. Ceca)        | Francisca Martins( Portogallo)        |

- Atleta più premiata: Astrid Strauß ( Germania Est) e Simona Quadarella ( Italia)
- Nazione più medagliata:  Germania Est (8 , 6  e 2 )
- Record della competizione: 4:01.53 (Federica Pellegrini  Italia, Eindhoven 2008)

### 800 metri
| Edizione        | Oro                              | Argento                             | Bronzo                           |
| --------------- | -------------------------------- | ----------------------------------- | -------------------------------- |
| Barcellona 1970 | Karin Neugebauer ( Germania Est) | Linda de Boer ( Paesi Bassi)        | Novella Calligaris ( Italia)     |
| Vienna 1974     | Cornelia Dörr ( Germania Est)    | Novella Calligaris ( Italia)        | Gudrun Wegner ( Germania Est)    |
| Jönköping 1977  | Petra Thümer ( Germania Est)     | Annelies Maas ( Paesi Bassi)        | Marina Altmann ( Germania Est)   |
| Spalato 1981    | Carmela Schmidt ( Germania Est)  | Ines Diers ( Germania Est)          | Jackie Wilmott ( Regno Unito)    |
| Roma 1983       | Astrid Strauß ( Germania Est)    | Anke Sonnenbrodt ( Germania Est)    | Sarah Hardcastle ( Regno Unito)  |
| Sofia 1985      | Astrid Strauß ( Germania Est)    | Sarah Hardcastle ( Regno Unito)     | Anke Möhring ( Germania Est)     |
| Strasburgo 1987 | Anke Möhring ( Germania Est)     | Astrid Strauß ( Germania Est)       | Judith Csabai ( Ungheria)        |
| Bonn 1989       | Anke Möhring ( Germania Est)     | Astrid Strauß ( Germania Est)       | Irene Dalby ( Norvegia)          |
| Atene 1991      | Irene Dalby ( Norvegia)          | Jana Henke ( Germania)              | Cristina Sossi ( Italia)         |
| Sheffield 1993  | Jana Henke ( Germania)           | Irene Dalby ( Norvegia)             | Olga Šplíchalová ( Rep. Ceca)    |
| Vienna 1995     | Julia Jung ( Germania)           | Jana Henke ( Germania)              | Irene Dalby ( Norvegia)          |
| Siviglia 1997   | Kerstin Kielgass ( Germania)     | Carla Geurts ( Paesi Bassi)         | Jana Henke ( Germania)           |
| Istanbul 1999   | Hannah Stockbauer ( Germania)    | Kirsten Vlieghuis ( Paesi Bassi)    | Jana Henke ( Germania)           |
| Helsinki 2000   | Flavia Rigamonti ( Svizzera)     | Chantal Strasser ( Svizzera)        | Kirsten Vlieghuis ( Paesi Bassi) |
| Berlino 2002    | Jana Henke ( Germania)           | Éva Risztov ( Ungheria)             | Hannah Stockbauer ( Germania)    |
| Madrid 2004     | Erika Villaécija ( Spagna)       | Anja Carman ( Slovenia)             | Camelia Potec ( Romania)         |
| Budapest 2006   | Laure Manaudou ( Francia)        | Rebecca Adlington ( Regno Unito)    | Rebecca Cooke ( Regno Unito)     |
| Eindhoven 2008  | Alessia Filippi ( Italia)        | Erika Villaécija ( Spagna)          | Camelia Potec ( Romania)         |
| Budapest 2010   | Lotte Friis ( Danimarca)         | Ophélie-Cyrielle Étienne ( Francia) | Federica Pellegrini ( Italia)    |
| Debrecen 2012   | Boglárka Kapás ( Ungheria)       | Coralie Balmy ( Francia)            | Éva Risztov ( Ungheria)          |
| Berlino 2014    | Jazmin Carlin ( Regno Unito)     | Mireia Belmonte García ( Spagna)    | Boglárka Kapás ( Ungheria)       |
| Londra 2016     | Boglárka Kapás ( Ungheria)       | Jazmin Carlin ( Regno Unito)        | Tjaša Oder ( Slovenia)           |
| Glasgow 2018    | Simona Quadarella ( Italia)      | Ajna Késely ( Ungheria)             | Anna Egorova ( Russia)           |
| Budapest 2020   | Simona Quadarella ( Italia)      | Anastasija Kirpičnikova ( Russia)   | Anna Egorova ( Russia)           |
| Roma 2022       | Simona Quadarella ( Italia)      | Isabel Marie Gose ( Germania)       | Merve Tuncel ( Turchia)          |
| Belgrado 2024   | Ajna Késely ( Ungheria)          | Fleur Lewis ( Regno Unito)          | Deniz Ertan( Turchia)            |

- Atleta più premiato: Simona Quadarella ( Italia)
- Nazione più medagliata:  Germania Est (8 , 4  e 3 )
- Record della competizione: 8'15"54 (Jazmin Carlin  Regno Unito, Berlino 2014)

### 1500 metri
| Edizione       | Oro                              | Argento                                | Bronzo                             |
| -------------- | -------------------------------- | -------------------------------------- | ---------------------------------- |
| Eindhoven 2008 | Flavia Rigamonti ( Svizzera)     | Erika Villaécija ( Spagna)             | Lotte Friis ( Danimarca)           |
| Budapest 2010  | Lotte Friis ( Danimarca)         | Grainne Murphy ( Irlanda)              | Erika Villaécija ( Spagna)         |
| Debrecen 2012  | Mireia Belmonte García ( Spagna) | Éva Risztov ( Ungheria)                | Erika Villaécija ( Spagna)         |
| Berlino 2014   | Mireia Belmonte García ( Spagna) | Boglárka Kapás ( Ungheria)             | Martina Rita Caramignoli ( Italia) |
| Londra 2016    | Boglárka Kapás ( Ungheria)       | Mireia Belmonte García ( Spagna)       | María Vilas Vidal ( Spagna)        |
| Glasgow 2018   | Simona Quadarella ( Italia)      | Sarah Köhler ( Germania)               | Ajna Késely ( Ungheria)            |
| Budapest 2020  | Simona Quadarella ( Italia)      | Anastasija Kirpičnikova ( Russia)      | Martina Rita Caramignoli ( Italia) |
| Roma 2022      | Simona Quadarella ( Italia)      | Viktória Mihályvári-Farkas ( Ungheria) | Martina Rita Caramignoli ( Italia) |
| Belgrado 2024  | Vivien Jackl ( Ungheria)         | Celine Rieder( Germania)               | Fleur Lewis ( Regno Unito)         |

- Atleta più premiata: Simona Quadarella ( Italia)
- Nazione più medagliata:  Italia (3  e 3 )
- Record della competizione: 15:50.22 (Boglárka Kapás ( Ungheria), Londra 2016)

## Dorso

### 50 metri
| Edizione       | Oro                                    | Argento                                               | Bronzo                                 |
| -------------- | -------------------------------------- | ----------------------------------------------------- | -------------------------------------- |
| Istanbul 1999  | Sandra Völker ( Germania)              | Nina Živanevskaja ( Spagna)                           | Metka Sparavec ( Slovenia)             |
| Helsinki 2000  | Nina Živanevskaja ( Spagna)            | Diana Mocanu ( Romania)                               | Ilona Hlaváčková ( Rep. Ceca)          |
| Berlino 2002   | Nina Živanevskaja ( Spagna)            | Sandra Völker ( Germania)                             | Aljaksandra Herasimenja ( Bielorussia) |
| Madrid 2004    | Ilona Hlaváčková ( Rep. Ceca)          | Nina Živanevskaja ( Spagna)                           | Alessandra Cappa ( Italia)             |
| Budapest 2006  | Janine Pietsch ( Germania)             | Aljaksandra Herasimenja ( Bielorussia)                | Antje Buschschulte ( Germania)         |
| Eindhoven 2008 | Anastasija Zueva ( Russia)             | Nina Živanevskaja ( Spagna)                           | Sanja Jovanović ( Croazia)             |
| Budapest 2010  | Aljaksandra Herasimenja ( Bielorussia) | Daniela Samulski ( Germania)                          | Mercedes Peris Minguet ( Spagna)       |
| Debrecen 2012  | Mercedes Peris Minguet ( Spagna)       | Arianna Barbieri ( Italia) Sanja Jovanović ( Croazia) |                                        |
| Berlino 2014   | Francesca Halsall ( Gran Bretagna)     | Georgia Davies ( Gran Bretagna)                       | Mie Østergaard Nielsen ( Danimarca)    |
| Londra 2016    | Francesca Halsall ( Gran Bretagna)     | Mie Østergaard Nielsen ( Danimarca)                   | Georgia Davies ( Gran Bretagna)        |
| Glasgow 2018   | Georgia Davies ( Gran Bretagna)        | Anastasija Zueva-Fesikova ( Russia)                   | Mimosa Jallow ( Finlandia)             |
| Budapest 2020  | Kira Toussaint ( Paesi Bassi)          | Kathleen Dawson ( Gran Bretagna)                      | Maaike de Waard ( Paesi Bassi)         |
| Roma 2022      | Analia Pigrée ( Francia)               | Silvia Scalia ( Italia)                               | Maaike de Waard ( Paesi Bassi)         |
| Belgrado 2024  | Danielle Hill ( Irlanda)               | Theodōra Drakou ( Grecia)                             | Adela Piskorska ( Polonia)             |

- Atleta più premiato: Nina Živanevskaja ( Spagna)
- Nazione più premiata:  Spagna (3 , 3  e 1 )
- Record della competizione: 27.57 (Francesca Halsall  Regno Unito, Londra 2016)

### 100 metri
| Edizione         | Oro                                                            | Argento                             | Bronzo                                   |
| ---------------- | -------------------------------------------------------------- | ----------------------------------- | ---------------------------------------- |
| Bologna 1927     | Wilhelmina den Turk ( Paesi Bassi)                             | Maria Johanna Braun ( Paesi Bassi)  | Phyllis Harding ( Regno Unito)           |
| Parigi 1931      | Maria Johanna Braun ( Paesi Bassi)                             | Joyce Cooper ( Regno Unito)         | Phyllis Harding ( Regno Unito)           |
| Magdeburgo 1934  | Hendrika "Rie" Mastenbroek ( Paesi Bassi)                      | Gisela Arendt ( Germania)           | Puck Oversloot ( Paesi Bassi)            |
| Londra 1938      | Cor Kint ( Paesi Bassi)                                        | Irene van Feggelen ( Paesi Bassi)   | Birte Ove-Petersen ( Danimarca)          |
| Monte Carlo 1947 | Karen Margrete Harup ( Danimarca)                              | Catherine Gibson ( Regno Unito)     | Irene van Feggelen-Koster ( Paesi Bassi) |
| Vienna 1950      | Hendrika van der Horst ( Paesi Bassi)                          | Gertrud Herrbruck ( Germania Ovest) | Greet Galliard ( Paesi Bassi)            |
| Torino 1954      | Geertje Wielema ( Paesi Bassi)                                 | Johanna de Korte ( Paesi Bassi)     | Pat Symons ( Regno Unito)                |
| Budapest 1958    | Judy Grinham ( Regno Unito)                                    | Margaret Edwards ( Regno Unito)     | Larisa Viktorova ( Unione Sovietica)     |
| Lipsia 1962      | Ria van Velsen ( Paesi Bassi)                                  | Kornelia Winkel ( Paesi Bassi)      | Veronika Holletz ( Germania Est)         |
| Utrecht 1966     | Christine Caron ( Francia)                                     | Linda Ludgrove ( Regno Unito)       | Cristina Balaban ( Romania)              |
| Barcellona 1970  | Tinatin Lekveišvili ( Unione Sovietica)                        | Andrea Gyarmati ( Ungheria)         | Cobie Buter ( Paesi Bassi)               |
| Vienna 1974      | Ulrike Richter ( Germania Est)                                 | Ulrike Tauber ( Germania Est)       | Enith Brigitha ( Paesi Bassi)            |
| Jönköping 1977   | Birgit Treiber ( Germania Est)                                 | Ulrike Richter ( Germania Est)      | Kaire Indrikson ( Unione Sovietica)      |
| Spalato 1981     | Ina Kleber ( Germania Est)                                     | Cornelia Polit ( Germania Est)      | Carmen Bunaciu ( Romania)                |
| Roma 1983        | Ina Kleber ( Germania Est)                                     | Cornelia Sirch ( Germania Est)      | Carmen Bunaciu ( Romania)                |
| Sofia 1985       | Birte Weigang ( Germania Est)                                  | Kathrin Zimmermann ( Germania Est)  | Natal'ja Šibaeva ( Unione Sovietica)     |
| Strasburgo 1987  | Kristin Otto ( Germania Est)                                   | Svenja Schlicht ( Germania Ovest)   | Kathrin Zimmermann ( Germania Est)       |
| Bonn 1989        | Kristin Otto ( Germania Est)                                   | Krisztina Egerszegi ( Ungheria)     | Anja Eichhorst ( Germania Est)           |
| Atene 1991       | Krisztina Egerszegi ( Ungheria)                                | Tünde Szabó ( Ungheria)             | Dagmar Hase ( Germania)                  |
| Sheffield 1993   | Krisztina Egerszegi ( Ungheria)                                | Nina Živanevskaja ( Russia)         | Sandra Völker ( Germania)                |
| Vienna 1995      | Mette Jacobsen ( Danimarca)                                    | Cathleen Rund ( Germania)           | Nina Živanevskaja ( Russia)              |
| Siviglia 1997    | Antje Buschschulte ( Germania)                                 | Roxana Maracineanu ( Francia)       | Sandra Völker ( Germania)                |
| Istanbul 1999    | Sandra Völker ( Germania)                                      | Nina Živanevskaja ( Spagna)         | Roxana Maracineanu ( Francia)            |
| Helsinki 2000    | Nina Živanevskaja ( Spagna)                                    | Diana Mocanu ( Romania)             | Louise Ørnstedt ( Danimarca)             |
| Berlino 2002     | Stanislava Komarova ( Russia)                                  | Sandra Völker ( Germania)           | Antje Buschschulte ( Germania)           |
| Madrid 2004      | Laure Manaudou ( Francia)                                      | Stanislava Komarova ( Russia)       | Nina Živanevskaja ( Spagna)              |
| Budapest 2006    | Laure Manaudou ( Francia)                                      | Antje Buschschulte ( Germania)      | Janine Pietsch ( Germania)               |
| Eindhoven 2008   | Anastasija Zueva ( Russia)                                     | Laure Manaudou ( Francia)           | Nina Živanevskaja ( Spagna)              |
| Budapest 2010    | Gemma Spofforth ( Regno Unito)                                 | Elizabeth Simmonds ( Regno Unito)   | Jenny Mensing ( Germania)                |
| Debrecen 2012    | Jenny Mensing ( Germania)                                      | Arianna Barbieri ( Italia)          | Simona Baumrtová ( Rep. Ceca)            |
| Berlino 2014     | Mie Østergaard Nielsen ( Danimarca) Katinka Hosszú ( Ungheria) |                                     | Georgia Davies ( Regno Unito)            |
| Londra 2016      | Mie Østergaard Nielsen ( Danimarca)                            | Katinka Hosszú ( Ungheria)          | Kathleen Dawson ( Regno Unito)           |
| Glasgow 2018     | Anastasija Zueva-Fesikova ( Russia)                            | Georgia Davies ( Gran Bretagna)     | Carlotta Zofkova ( Italia)               |
| Budapest 2020    | Kathleen Dawson ( Gran Bretagna)                               | Margherita Panziera ( Italia)       | Marija Kameneva ( Russia)                |
| Roma 2022        | Margherita Panziera ( Italia)                                  | Medi Harris ( Gran Bretagna)        | Kira Toussaint ( Paesi Bassi)            |
| Belgrado 2024    | Adela Piskorska ( Polonia)                                     | Danielle Hill ( Irlanda)            | Roos Vanotterdijk ( Belgio)              |

- Atleta più premiato: Krisztina Egerszegi ( Ungheria) e Laure Manaudou ( Francia)
- Nazione più premiata:  Germania Est (7  , 5   e 3  )
- Record della competizione: 58.08 (Kathleen Dawson ( Gran Bretagna), Budapest 2020)

### 200 metri
| Edizione        | Oro                                   | Argento                                            | Bronzo                                  |
| --------------- | ------------------------------------- | -------------------------------------------------- | --------------------------------------- |
| Barcellona 1970 | Andrea Gyarmati ( Ungheria)           | Barbara Hofmeister ( Germania Est)                 | Tinatin Lekveišvili ( Unione Sovietica) |
| Vienna 1974     | Ulrike Richter ( Germania Est)        | Ulrike Tauber ( Germania Est)                      | Enith Brigitha ( Paesi Bassi)           |
| Jönköping 1977  | Birgit Treiber ( Germania Est)        | Ulrike Richter ( Germania Est)                     | Carmen Bunaciu ( Romania)               |
| Spalato 1981    | Cornelia Polit ( Germania Est)        | Jolanda de Rover ( Paesi Bassi)                    | Larisa Gorčakova ( Unione Sovietica)    |
| Roma 1983       | Cornelia Sirch ( Germania Est)        | Kathrin Zimmermann ( Germania Est)                 | Larisa Gorčakova ( Unione Sovietica)    |
| Sofia 1985      | Cornelia Sirch ( Germania Est)        | Kathrin Zimmermann ( Germania Est)                 | Jolanda de Rover ( Paesi Bassi)         |
| Strasburgo 1987 | Cornelia Sirch ( Germania Est)        | Kathrin Zimmermann ( Germania Est)                 | Svenja Schlicht ( Germania Ovest)       |
| Bonn 1989       | Dagmar Hase ( Germania Est)           | Krisztina Egerszegi ( Ungheria)                    | Kristin Otto ( Germania Est)            |
| Atene 1991      | Krisztina Egerszegi ( Ungheria)       | Tünde Szabó ( Ungheria)                            | Dagmar Hase ( Germania)                 |
| Sheffield 1993  | Krisztina Egerszegi ( Ungheria)       | Lorenza Vigarani ( Italia)                         | Nina Živanevskaja ( Russia)             |
| Vienna 1995     | Krisztina Egerszegi ( Ungheria)       | Dagmar Hase ( Germania)                            | Cathleen Rund ( Germania)               |
| Siviglia 1997   | Cathleen Rund ( Germania)             | Antje Buschschulte ( Germania)                     | Roxana Maracineanu ( Francia)           |
| Istanbul 1999   | Roxana Maracineanu ( Francia)         | Julija Fomenko ( Russia) Cathleen Rund ( Germania) |                                         |
| Helsinki 2000   | Nina Živanevskaja ( Spagna)           | Diana Mocanu ( Romania)                            | Antje Buschschulte ( Germania)          |
| Berlino 2002    | Stanislava Komarova ( Russia)         | Nina Živanevskaja ( Spagna)                        | Iryna Amshennikova ( Ucraina)           |
| Madrid 2004     | Stanislava Komarova ( Russia)         | Anja Carman ( Slovenia)                            | Sanja Jovanović ( Croazia)              |
| Budapest 2006   | Esther Baron ( Francia)               | Iryna Amshennikova ( Ucraina)                      | Melanie Marshall ( Regno Unito)         |
| Eindhoven 2008  | Laure Manaudou ( Francia)             | Anastasija Zueva ( Russia)                         | Nikolett Szepesi ( Ungheria)            |
| Budapest 2010   | Elizabeth Simmonds ( Regno Unito)     | Gemma Spofforth ( Regno Unito)                     | Duane Da Rocha Marce ( Spagna)          |
| Debrecen 2012   | Alexianne Castel ( Francia)           | Jenny Mensing ( Germania)                          | Duane Da Rocha Marce ( Spagna)          |
| Berlino 2014    | Duane Da Rocha Marce ( Spagna)        | Elizabeth Simmonds ( Regno Unito)                  | Daria K. Ustinova ( Russia)             |
| Londra 2016     | Katinka Hosszú ( Ungheria)            | Daryna Zevina ( Ucraina)                           | Matea Samardžić ( Croazia)              |
| Glasgow 2018    | Margherita Panziera ( Italia)         | Daria K. Ustinova ( Russia)                        | Katalin Burián ( Ungheria)              |
| Budapest 2020   | Margherita Panziera ( Italia)         | Cassie Wild ( Gran Bretagna)                       | Katalin Burián ( Ungheria)              |
| Roma 2022       | Margherita Panziera ( Italia)         | Katie Shanahan ( Gran Bretagna)                    | Dóra Molnár ( Ungheria)                 |
| Belgrado 2024   | Camila Rodrigues Rebelo ( Portogallo) | Dóra Molnár ( Ungheria)                            | Eszter Szabó-Feltóthy ( Ungheria)       |

- Atleta più premiata: Krisztina Egerszegi ( Ungheria)
- Nazione più medagliata:  Germania Est (7 , 6  e 1 )
- Record della competizione:2'06"08 (Margherita Panziera  Italia, Budapest 2020)

## Rana

### 50 metri
| Edizione       | Oro                           | Argento                              | Bronzo                        |
| -------------- | ----------------------------- | ------------------------------------ | ----------------------------- |
| Istanbul 1999  | Ágnes Kovács ( Ungheria)      | Zoe Baker ( Regno Unito)             | Janne Schäfer ( Germania)     |
| Helsinki 2000  | Ágnes Kovács ( Ungheria)      | Zoe Baker ( Regno Unito)             | Sylvia Gerasch ( Germania)    |
| Berlino 2002   | Emma Igelström ( Svezia)      | Svitlana Bondarenko ( Ucraina)       | Elena Bogomazova ( Russia)    |
| Madrid 2004    | Maria Östling ( Svezia)       | Elena Bogomazova ( Russia)           | Majken Thorup ( Danimarca)    |
| Budapest 2006  | Elena Bogomazova ( Russia)    | Kate Haywood ( Regno Unito)          | Ágnes Kovács ( Ungheria)      |
| Eindhoven 2008 | Janne Schäfer ( Germania)     | Julija Efimova ( Russia)             | Mirna Jukić ( Austria)        |
| Budapest 2010  | Julija Efimova ( Russia)      | Kate Haywood ( Regno Unito)          | Jennie Johansson ( Svezia)    |
| Debrecen 2012  | Petra Chocová ( Rep. Ceca)    | Sycerika McMahon ( Irlanda)          | Caroline Ruhnau ( Germania)   |
| Berlino 2014   | Rūta Meilutytė ( Lituania)    | Jennie Johansson ( Svezia)           | Moniek Nijhuis ( Paesi Bassi) |
| Londra 2016    | Jennie Johansson ( Svezia)    | Hrafnhildur Lúthersdóttir ( Islanda) | Jenna Laukkanen ( Finlandia)  |
| Glasgow 2018   | Julija Efimova ( Russia)      | Imogen Clark ( Gran Bretagna)        | Arianna Castiglioni ( Italia) |
| Budapest 2020  | Benedetta Pilato ( Italia)    | Ida Hulkko ( Finlandia)              | Julija Efimova ( Russia)      |
| Roma 2022      | Rūta Meilutytė ( Lituania)    | Benedetta Pilato ( Italia)           | Imogen Clark ( Gran Bretagna) |
| Belgrado 2024  | Dominika Sztandera ( Polonia) | Veera Kivirinta ( Finlandia)         | Olivia Klint Ipsa ( Svezia)   |

- Atleta più premiata: Julija Efimova ( Russia)
- Nazione più medagliata:  Russia (3 , 2  e 2 )
- Record della competizione: 29.30 (Benedetta Pilato ( Italia), Budapest 2020)

### 100 metri
| Edizione        | Oro                                        | Argento                                                       | Bronzo                                         |
| --------------- | ------------------------------------------ | ------------------------------------------------------------- | ---------------------------------------------- |
| Barcellona 1970 | Galina Prozumenščikova ( Unione Sovietica) | Uta Frommater ( Germania Ovest)                               | Alla Grebennikova ( Unione Sovietica)          |
| Vienna 1974     | Christel Justen ( Germania Ovest)          | Renate Vogel ( Germania Est)                                  | Ágnes Kaczander ( Ungheria)                    |
| Jönköping 1977  | Julija Bogdanova ( Unione Sovietica)       | Carola Nitschke ( Germania Est)                               | Ramona Reinke ( Germania Est)                  |
| Spalato 1981    | Ute Geweniger ( Germania Est)              | Suki Brownsdon ( Regno Unito)                                 | Larisa Belokon ( Unione Sovietica)             |
| Roma 1983       | Ute Geweniger ( Germania Est)              | Sylvia Gerasch ( Germania Est)                                | Tania Bogomilova ( Bulgaria)                   |
| Sofia 1985      | Sylvia Gerasch ( Germania Est)             | Silke Hörner ( Germania Est)                                  | Tania Bogomilova ( Bulgaria)                   |
| Strasburgo 1987 | Silke Hörner ( Germania Est)               | Manuela Dalla Valle ( Italia)                                 | Sylvia Gerasch ( Germania Est)                 |
| Bonn 1989       | Susanne Börnike ( Germania Est)            | Tania Bogomilova ( Bulgaria)                                  | Manuela Dalla Valle ( Italia)                  |
| Atene 1991      | Elena Rudkovskaya ( Unione Sovietica)      | Svitlana Bondarenko ( Ucraina)                                | Tania Bogomilova ( Bulgaria)                   |
| Sheffield 1993  | Sylvia Gerasch ( Germania)                 | Svitlana Bondarenko ( Ucraina)                                | Elena Rudkovskaya ( Bielorussia)               |
| Vienna 1995     | Brigitte Becue ( Belgio)                   | Svitlana Bondarenko ( Ucraina)                                | Ágnes Kovács ( Ungheria)                       |
| Siviglia 1997   | Ágnes Kovács ( Ungheria)                   | Svitlana Bondarenko ( Ucraina)                                | Brigitte Becue ( Belgio)                       |
| Istanbul 1999   | Ágnes Kovács ( Ungheria)                   | Svitlana Bondarenko ( Ucraina)                                | Brigitte Becue ( Belgio)                       |
| Helsinki 2000   | Ágnes Kovács ( Ungheria)                   | Sylvia Gerasch ( Germania)                                    | Svitlana Bondarenko ( Ucraina)                 |
| Berlino 2002    | Emma Igelström ( Svezia)                   | Svitlana Bondarenko ( Ucraina)                                | Elena Bogomazova ( Russia)                     |
| Madrid 2004     | Svitlana Bondarenko ( Ucraina)             | Elena Bogomazova ( Russia)                                    | Mirna Jukić ( Austria) Maria Östling ( Svezia) |
| Budapest 2006   | Ganna Khlystunova ( Ucraina)               | Kirsty Balfour ( Regno Unito)                                 | Ágnes Kovács ( Ungheria)                       |
| Eindhoven 2008  | Mirna Jukić ( Austria)                     | Alena Alekseeva ( Russia)                                     | Joline Hoestman ( Svezia)                      |
| Budapest 2010   | Julija Efimova ( Russia)                   | Rikke Møller Pedersen ( Danimarca) Jennie Johansson ( Svezia) |                                                |
| Debrecen 2012   | Sarah Poewe ( Germania)                    | Jennie Johansson ( Svezia)                                    | Marina García Urzainqui ( Spagna)              |
| Berlino 2014    | Rikke Møller Pedersen ( Danimarca)         | Jennie Johansson ( Svezia)                                    | Arianna Castiglioni ( Italia)                  |
| Londra 2016     | Rūta Meilutytė ( Lituania)                 | Hrafnhildur Luthersdottir ( Islanda)                          | Chloe Tutton ( Regno Unito)                    |
| Glasgow 2018    | Julija Efimova ( Russia)                   | Rūta Meilutytė ( Lituania)                                    | Arianna Castiglioni ( Italia)                  |
| Budapest 2020   | Sophie Hansson ( Svezia)                   | Arianna Castiglioni ( Italia)                                 | Martina Carraro ( Italia)                      |
| Roma 2022       | Benedetta Pilato ( Italia)                 | Lisa Angiolini ( Italia)                                      | Rūta Meilutytė ( Lituania)                     |
| Belgrado 2024   | Eneli Jefimova ( Estonia)                  | Lisa Mamié ( Svizzera)                                        | Olivia Klint Ipsa ( Svezia)                    |

- Atleta più premiata: Ágnes Kovács ( Ungheria)
- Nazione più premiata:  Germania Est (5 , 4  e 2 )
- Record della competizione:1'05"53 (Julija Efimova  Russia, Glasgow 2018)

### 200 metri
| Edizione         | Oro                                        | Argento                               | Bronzo                               |
| ---------------- | ------------------------------------------ | ------------------------------------- | ------------------------------------ |
| Bologna 1927     | Hildegard Schrader ( Germania)             | Lotte Mühe ( Germania)                | Hedy Bienenfeld ( Austria)           |
| Parigi 1931      | Cecelia Wolstenholme ( Regno Unito)        | Jennie Kastein ( Paesi Bassi)         | Margery Hinton ( Gran Bretagna)      |
| Magdeburgo 1934  | Martha Genenger ( Germania)                | Hanni Hölzner ( Germania)             | Inger Kragh ( Danimarca)             |
| Londra 1938      | Inge Sørensen ( Danimarca)                 | Doris Storey ( Gran Bretagna)         | Josephine Waalberg ( Paesi Bassi)    |
| Monte Carlo 1947 | Petronella van Vliet ( Paesi Bassi)        | Éva Székely ( Ungheria)               | Jannie de Groot ( Paesi Bassi)       |
| Vienna 1950      | Raymonde Vergauwen ( Belgio)               | Lies Bonnier ( Paesi Bassi)           | Jannie de Groot ( Paesi Bassi)       |
| Torino 1954      | Ursula Happe ( Germania Ovest)             | Jytte Hansen ( Danimarca)             | Klára Killermann ( Ungheria)         |
| Budapest 1958    | Ada den Haan ( Paesi Bassi)                | Anita Lonsbrough ( Regno Unito)       | Wiltrud Urselmann ( Germania Ovest)  |
| Lipsia 1962      | Anita Lonsbrough ( Regno Unito)            | Klenie Bimolt ( Paesi Bassi)          | Ursula Küper ( Germania Est)         |
| Utrecht 1966     | Galina Prozumenščikova ( Unione Sovietica) | Irina Posdnyakova ( Unione Sovietica) | Jill Slattery ( Regno Unito)         |
| Barcellona 1970  | Galina Prozumenščikova ( Unione Sovietica) | Alla Grebennikova ( Unione Sovietica) | Dorothy Harrison ( Regno Unito)      |
| Vienna 1974      | Karla Linke ( Germania Est)                | Anne-Katrin Schott ( Germania Est)    | Marina Jurčenja ( Unione Sovietica)  |
| Jönköping 1977   | Julija Bogdanova ( Unione Sovietica)       | Susanne Nielsson ( Danimarca)         | Eva-Maria Håkansson ( Svezia)        |
| Spalato 1981     | Ute Geweniger ( Germania Est)              | Larisa Belokon ( Unione Sovietica)    | Grazyna Dziedzic ( Polonia)          |
| Roma 1983        | Ute Geweniger ( Germania Est)              | Sylvia Gerasch ( Germania Est)        | Olga Selenkova ( Unione Sovietica)   |
| Sofia 1985       | Tania Bogomilova ( Bulgaria)               | Sylvia Gerasch ( Germania Est)        | Silke Hörner ( Germania Est)         |
| Strasburgo 1987  | Silke Hörner ( Germania Est)               | Ingrid Lempereur ( Belgio)            | Svetlana Kuzmina ( Unione Sovietica) |
| Bonn 1989        | Susanne Börnike ( Germania Est)            | Brigitte Becue ( Belgio)              | Elena Volkova ( Unione Sovietica)    |
| Atene 1991       | Elena Rudkovskaya ( Unione Sovietica)      | Beatrice Coada ( Romania)             | Tania Bogomilova ( Bulgaria)         |
| Sheffield 1993   | Brigitte Becue ( Belgio)                   | Anna Nikitina ( Russia)               | Marie Hardiman ( Regno Unito)        |
| Vienna 1995      | Brigitte Becue ( Belgio)                   | Svitlana Bondarenko ( Ucraina)        | Alicja Peczak ( Polonia)             |
| Siviglia 1997    | Ágnes Kovács ( Ungheria)                   | Alicja Peczak ( Polonia)              | Brigitte Becue ( Belgio)             |
| Istanbul 1999    | Ágnes Kovács ( Ungheria)                   | Beatrice Căslaru ( Romania)           | Alicja Peczak ( Polonia)             |
| Helsinki 2000    | Beatrice Căslaru ( Romania)                | Ágnes Kovács ( Ungheria)              | Karine Bremond ( Francia)            |
| Berlino 2002     | Mirna Jukić ( Austria)                     | Anne Poleska ( Germania)              | Emma Igelström ( Svezia)             |
| Madrid 2004      | Mirna Jukić ( Austria)                     | Alenka Kejžar ( Slovenia)             | Elena Bogomazova ( Russia)           |
| Budapest 2006    | Kirsty Balfour ( Regno Unito)              | Julija Pidlisna ( Ucraina)            | Ágnes Kovács ( Ungheria)             |
| Eindhoven 2008   | Julija Efimova ( Russia)                   | Mirna Jukić ( Austria)                | Alena Alekseeva ( Ucraina)           |
| Budapest 2010    | Anastasija Čaun ( Russia)                  | Sara Nordenstam ( Norvegia)           | Rikke Møller Pedersen ( Danimarca)   |
| Debrecen 2012    | Sara Nordenstam ( Norvegia)                | Irina Novikova ( Russia)              | Sarah Poewe ( Germania)              |
| Berlino 2014     | Rikke Møller Pedersen ( Danimarca)         | Molly Renshaw ( Gran Bretagna)        | Jessica Vall-Montero ( Spagna)       |
| Londra 2016      | Rikke Møller Pedersen ( Danimarca)         | Jessica Vall-Montero ( Spagna)        | Hrafnhildur Lúthersdóttir ( Islanda) |
| Glasgow 2018     | Julija Efimova ( Russia)                   | Jessica Vall-Montero ( Spagna)        | Molly Renshaw ( Gran Bretagna)       |
| Budapest 2020    | Molly Renshaw ( Gran Bretagna)             | Lisa Mamié ( Svizzera)                | Julija Efimova ( Russia)             |
| Roma 2022        | Lisa Mamié ( Svizzera)                     | Martina Carraro ( Italia)             | Kotryna Teterevkova ( Lituania)      |
| Belgrado 2024    | Kristýna Horská ( Rep. Ceca)               | Clara Rybak-Andersen ( Danimarca)     | Lisa Mamié ( Svizzera)               |

- Atleta più premiata: Brigitte Becue ( Belgio) e Ágnes Kovács ( Ungheria)
- Nazione più medagliata:  Germania Est (5 , 3  e 2 )
- Record della competizione: 2:19.84 (Rikke Møller Pedersen  Danimarca, Berlino 2014)

## Farfalla

### 50 metri
| Edizione       | Oro                                | Argento                         | Bronzo                              |
| -------------- | ---------------------------------- | ------------------------------- | ----------------------------------- |
| Istanbul 1999  | Anna-Karin Kammerling ( Svezia)    | Johanna Sjöberg ( Svezia)       | Chantal Groot ( Paesi Bassi)        |
| Helsinki 2000  | Anna-Karin Kammerling ( Svezia)    | Karen Egdal ( Danimarca)        | Martina Moravcová ( Slovacchia)     |
| Berlino 2002   | Anna-Karin Kammerling ( Svezia)    | Daniela Samulski ( Germania)    | Chantal Groot ( Paesi Bassi)        |
| Madrid 2004    | Natal'ja Sutjagina ( Russia)       | Martina Moravcová ( Slovacchia) | Chantal Groot ( Paesi Bassi)        |
| Budapest 2006  | Therese Alshammar ( Svezia)        | Anna-Karin Kammerling ( Svezia) | Chantal Groot ( Paesi Bassi)        |
| Eindhoven 2008 | Chantal Groot ( Paesi Bassi)       | Inge Dekker ( Paesi Bassi)      | S'vjatlana Chachlova ( Bielorussia) |
| Budapest 2010  | Therese Alshammar ( Svezia)        | Jeanette Ottesen ( Danimarca)   | Mélanie Henique ( Francia)          |
| Debrecen 2012  | Sarah Sjöström ( Svezia)           | Triin Aljand ( Estonia)         | Ingvild Snildal ( Norvegia)         |
| Berlino 2014   | Sarah Sjöström ( Svezia)           | Jeanette Ottesen ( Danimarca)   | Francesca Halsall ( Regno Unito)    |
| Londra 2016    | Sarah Sjöström ( Svezia)           | Jeanette Ottesen ( Danimarca)   | Francesca Halsall ( Regno Unito)    |
| Glasgow 2018   | Sarah Sjöström ( Svezia)           | Emilie Beckmann ( Danimarca)    | Kimberly Buys ( Belgio)             |
| Budapest 2020  | Ranomi Kromowidjojo ( Paesi Bassi) | Mélanie Henique ( Francia)      | Emilie Beckmann ( Danimarca)        |
| Roma 2022      | Sarah Sjöström ( Svezia)           | Marie Wattel ( Francia)         | Maaike de Waard ( Paesi Bassi)      |
| Belgrado 2024  | Sara Junevik ( Svezia)             | Roos Vanotterdijk ( Belgio)     | Anna Ntountounaki ( Grecia)         |

- Atleta più premiata: Sarah Sjöström ( Svezia)
- Nazione più medagliata:  Svezia (11 , 2  e 0 )
- Record della competizione:24.87 (Sarah Sjöström  Svezia, Berlino 2014)

### 100 metri
| Edizione        | Oro                                                 | Argento                            | Bronzo                                |
| --------------- | --------------------------------------------------- | ---------------------------------- | ------------------------------------- |
| Torino 1954     | Jutta Langenau ( Germania Est)                      | Mária Littomeritzky ( Ungheria)    | Ursula Happe ( Germania Ovest)        |
| Budapest 1958   | Tineke Lagerberg ( Paesi Bassi)                     | Atie Voorbij ( Paesi Bassi)        | Marta Skupilová ( Cecoslovacchia)     |
| Lipsia 1962     | Ada Kok ( Paesi Bassi)                              | Ute Noack ( Germania Est)          | Marianne Heemskerk ( Paesi Bassi)     |
| Utrecht 1966    | Ada Kok ( Paesi Bassi)                              | Heike Hustede ( Germania Ovest)    | Eila Pyrhönen ( Finlandia)            |
| Barcellona 1970 | Andrea Gyarmati ( Ungheria)                         | Helga Lindner ( Germania Est)      | Edeltraut Koch ( Germania Ovest)      |
| Vienna 1974     | Rosemarie Kother ( Germania Est)                    | Anne-Katrin Leucht ( Germania Est) | Gunilla Andersson ( Svezia)           |
| Jönköping 1977  | Andrea Pollack ( Germania Est)                      | Christiane Knacke ( Germania Est)  | Ineke Ran ( Paesi Bassi)              |
| Spalato 1981    | Ute Geweniger ( Germania Est)                       | Ines Geißler ( Germania Est)       | Karin Seick ( Germania Ovest)         |
| Roma 1983       | Ines Geißler ( Germania Est)                        | Cornelia Polit ( Germania Est)     | Cinzia Savi Scarponi ( Italia)        |
| Sofia 1985      | Kornelia Greßler ( Germania Est)                    | Birte Weigang ( Germania Est)      | Tatyana Kurnikova ( Unione Sovietica) |
| Strasburgo 1987 | Kristin Otto ( Germania Est)                        | Birte Weigang ( Germania Est)      | Catherine Plewinski ( Francia)        |
| Bonn 1989       | Catherine Plewinski ( Francia)                      | Jacqueline Jakob ( Germania Est)   | Kathleen Nord ( Germania Est)         |
| Atene 1991      | Catherine Plewinski ( Francia)                      | Inge de Bruijn ( Paesi Bassi)      | Therese Lundin ( Svezia)              |
| Sheffield 1993  | Catherine Plewinski ( Francia)                      | Franziska van Almsick ( Germania)  | Bettina Ustrowski ( Germania)         |
| Vienna 1995     | Mette Jacobsen ( Danimarca)                         | Ilaria Tocchini ( Italia)          | Cécile Jeanson ( Francia)             |
| Siviglia 1997   | Mette Jacobsen ( Danimarca)                         | Martina Moravcová ( Slovacchia)    | Johanna Sjöberg ( Svezia)             |
| Istanbul 1999   | Inge de Bruijn ( Paesi Bassi)                       | Johanna Sjöberg ( Svezia)          | Diana Mocanu ( Romania)               |
| Helsinki 2000   | Martina Moravcová ( Slovacchia)                     | Otylia Jędrzejczak ( Polonia)      | Johanna Sjöberg ( Svezia)             |
| Berlino 2002    | Martina Moravcová ( Slovacchia)                     | Otylia Jędrzejczak ( Polonia)      | Anna-Karin Kammerling ( Svezia)       |
| Madrid 2004     | Martina Moravcová ( Slovacchia)                     | Malia Metella ( Francia)           | Otylia Jędrzejczak ( Polonia)         |
| Budapest 2006   | Inge Dekker ( Paesi Bassi)                          | Martina Moravcová ( Slovacchia)    | Alena Popčanka ( Francia)             |
| Eindhoven 2008  | Sarah Sjöström ( Svezia)                            | Inge Dekker ( Paesi Bassi)         | Aurore Mongel ( Francia)              |
| Budapest 2010   | Sarah Sjöström ( Svezia)                            | Francesca Halsall ( Regno Unito)   | Therese Alshammar ( Svezia)           |
| Debrecen 2012   | Ingvild Snildal ( Norvegia)                         | Martina Granström ( Svezia)        | Amit Ivri ( Israele)                  |
| Berlino 2014    | Jeanette Ottesen ( Danimarca)                       | Sarah Sjöström ( Svezia)           | Ilaria Bianchi ( Italia)              |
| Londra 2016     | Sarah Sjöström ( Svezia)                            | Jeanette Ottesen ( Danimarca)      | Ilaria Bianchi ( Italia)              |
| Glasgow 2018    | Sarah Sjöström ( Svezia)                            | Svetlana Čimrova ( Russia)         | Elena Di Liddo ( Italia)              |
| Budapest 2020   | Anna Ntountounaki ( Grecia) Marie Wattel ( Francia) |                                    | Louise Hansson ( Svezia)              |
| Roma 2022       | Louise Hansson ( Svezia)                            | Marie Wattel ( Francia)            | Lana Pudar ( Bosnia ed Erzegovina)    |
| Belgrado 2024   | Roos Vanotterdijk ( Belgio)                         | Georgia Damasioti ( Grecia)        | Sara Junevik ( Svezia)                |

- Atleta più premiata: Sarah Sjöström ( Svezia)
- Nazione più medagliata:  Germania Est (7 , 9  e 1 )
- Record della competizione: 55:89 (Sarah Sjöström  Svezia, Londra 2016)

### 200 metri
| Edizione        | Oro                                | Argento                            | Bronzo                                 |
| --------------- | ---------------------------------- | ---------------------------------- | -------------------------------------- |
| Barcellona 1970 | Helga Lindner ( Germania Est)      | Mirjana Šegrt ( Jugoslavia)        | Evelyn Stolze ( Germania Est)          |
| Vienna 1974     | Rosemarie Kother ( Germania Est)   | Anne-Katrin Leucht ( Germania Est) | Barbara Schwarzfeldt ( Germania Ovest) |
| Jönköping 1977  | Anett Fiebig ( Germania Est)       | Andrea Pollack ( Germania Est)     | Susan Jenner ( Regno Unito)            |
| Spalato 1981    | Ines Geißler ( Germania Est)       | Heike Dähne ( Germania Est)        | Agnieszka Czopek ( Polonia)            |
| Roma 1983       | Cornelia Polit ( Germania Est)     | Ines Geißler ( Germania Est)       | Conny van Bentum ( Paesi Bassi)        |
| Sofia 1985      | Jacqueline Alex ( Germania Est)    | Kornelia Greßler ( Germania Est)   | Petra Zindler ( Germania Ovest)        |
| Strasburgo 1987 | Kathleen Nord ( Germania Est)      | Birte Weigang ( Germania Est)      | Stela Pura ( Romania)                  |
| Bonn 1989       | Kathleen Nord ( Germania Est)      | Jacqueline Jakob ( Germania Est)   | Mette Jacobsen ( Danimarca)            |
| Atene 1991      | Mette Jacobsen ( Danimarca)        | Sabine Herbst ( Germania)          | Berit Puggaard ( Danimarca)            |
| Sheffield 1993  | Krisztina Egerszegi ( Ungheria)    | Katrin Jäke ( Germania)            | Bárbara Franco ( Spagna)               |
| Vienna 1995     | Michelle Smith ( Irlanda)          | Mette Jacobsen ( Danimarca)        | Sophia Skou ( Danimarca)               |
| Siviglia 1997   | María Peláez ( Spagna)             | Michelle Smith ( Irlanda)          | Mette Jacobsen ( Danimarca)            |
| Istanbul 1999   | Mette Jacobsen ( Danimarca)        | María Peláez ( Spagna)             | Otylia Jędrzejczak ( Polonia)          |
| Helsinki 2000   | Otylia Jędrzejczak ( Polonia)      | Mette Jacobsen ( Danimarca)        | Mireia García ( Spagna)                |
| Berlino 2002    | Otylia Jędrzejczak ( Polonia)      | Éva Risztov ( Ungheria)            | Annika Mehlhorn ( Germania)            |
| Madrid 2004     | Otylia Jędrzejczak ( Polonia)      | Paola Cavallino ( Italia)          | Éva Risztov ( Ungheria)                |
| Budapest 2006   | Otylia Jędrzejczak ( Polonia)      | Francesca Segat ( Italia)          | Caterina Giacchetti ( Italia)          |
| Eindhoven 2008  | Aurore Mongel ( Francia)           | Emese Kovács ( Ungheria)           | Mireia Belmonte Garcia ( Spagna)       |
| Budapest 2010   | Katinka Hosszú ( Ungheria)         | Zsuzsanna Jakabos ( Ungheria)      | Ellen Gandy ( Regno Unito)             |
| Debrecen 2012   | Katinka Hosszú ( Ungheria)         | Zsuzsanna Jakabos ( Ungheria)      | Martina Granström ( Svezia)            |
| Berlino 2014    | Mireia Belmonte García ( Spagna)   | Judit Ignacio Sorribes ( Spagna)   | Katinka Hosszú ( Ungheria)             |
| Londra 2016     | Franziska Hentke ( Germania)       | Liliána Szilágyi ( Ungheria)       | Judit Ignacio Sorribes ( Spagna)       |
| Glasgow 2018    | Boglárka Kapás ( Ungheria)         | Svetlana Čimrova ( Russia)         | Alys Thomas ( Regno Unito)             |
| Budapest 2020   | Boglárka Kapás ( Ungheria)         | Katinka Hosszú ( Ungheria)         | Svetlana Čimrova ( Russia)             |
| Roma 2022       | Lana Pudar ( Bosnia ed Erzegovina) | Helena Rosendahl Bach ( Danimarca) | Ilaria Cusinato ( Italia)              |
| Belgrado 2024   | Helena Rosendahl Bach ( Danimarca) | Lana Pudar ( Bosnia ed Erzegovina) | Boglárka Kapás ( Ungheria)             |

- Atleta più premiata: Otylia Jędrzejczak ( Polonia)
- Nazione più medagliata:  Germania Est (8 , 7  e 1 )
- Record della competizione:2:04.79 (Mireia Belmonte García  Spagna, Berlino 2014)

## Misti

### 200 metri
| Edizione        | Oro                                                  | Argento                                 | Bronzo                               |
| --------------- | ---------------------------------------------------- | --------------------------------------- | ------------------------------------ |
| Barcellona 1970 | Martina Grunert ( Germania Est)                      | Evelyn Stolze ( Germania Est)           | Shelagh Ratcliffe ( Regno Unito)     |
| Vienna 1974     | Ulrike Tauber ( Germania Est)                        | Andrea Hübner ( Germania Est)           | Ira Fetisova ( Unione Sovietica)     |
| Jönköping 1977  | Ulrike Tauber ( Germania Est)                        | Sabine Kahle ( Germania Est)            | Olga Klevakina ( Unione Sovietica)   |
| Spalato 1981    | Ute Geweniger ( Germania Est)                        | Petra Schneider ( Germania Est)         | Olga Klevakina ( Unione Sovietica)   |
| Roma 1983       | Ute Geweniger ( Germania Est)                        | Kathleen Nord ( Germania Est)           | Irina Gerasimova ( Unione Sovietica) |
| Sofia 1985      | Kathleen Nord ( Germania Est)                        | Sonia Blagoeva ( Bulgaria)              | Susanne Börnike ( Germania Est)      |
| Strasburgo 1987 | Cornelia Sirch ( Germania Est)                       | Daniela Hunger ( Germania Est)          | Noemi Lung ( Romania)                |
| Bonn 1989       | Daniela Hunger ( Germania Est)                       | Marianne Muis ( Paesi Bassi)            | Mildred Muis ( Paesi Bassi)          |
| Atene 1991      | Daniela Hunger ( Germania)                           | Beatrice Coada ( Romania)               | Marion Zoller ( Germania)            |
| Sheffield 1993  | Daniela Hunger ( Germania)                           | Dar'ja Šmelëva ( Russia)                | Silvia Parera ( Spagna)              |
| Vienna 1995     | Michelle Smith ( Irlanda)                            | Brigitte Becue ( Belgio)                | Alicja Peczak ( Polonia)             |
| Siviglia 1997   | Oksana Verevka ( Russia)                             | Martina Moravcová ( Slovacchia)         | Jana Kločkova ( Ucraina)             |
| Istanbul 1999   | Jana Kločkova ( Ucraina)                             | Beatrice Căslaru ( Romania)             | Sabine Herbst ( Germania)            |
| Helsinki 2000   | Jana Kločkova ( Ucraina) Beatrice Căslaru ( Romania) |                                         | Sue Rolph ( Regno Unito)             |
| Berlino 2002    | Jana Kločkova ( Ucraina)                             | Anna Ščerba ( Bielorussia)              | Alenka Kejžar ( Slovenia)            |
| Madrid 2004     | Jana Kločkova ( Ucraina)                             | Anna Ščerba ( Bielorussia)              | Beatrice Căslaru ( Romania)          |
| Budapest 2006   | Laure Manaudou ( Francia)                            | Katarzyna Baranowska ( Polonia)         | Alessia Filippi ( Italia)            |
| Eindhoven 2008  | Mireia Belmonte Garcia ( Spagna)                     | Evelyn Verrasztó ( Ungheria)            | Camille Muffat ( Francia)            |
| Budapest 2010   | Katinka Hosszú ( Ungheria)                           | Evelyn Verrasztó ( Ungheria)            | Hannah Miley ( Regno Unito)          |
| Debrecen 2012   | Katinka Hosszú ( Ungheria)                           | Sophie Allen ( Regno Unito)             | Evelyn Verrasztó ( Ungheria)         |
| Berlino 2014    | Katinka Hosszú ( Ungheria)                           | Aimee Willmott ( Gran Bretagna)         | Lisa Zaiser ( Austria)               |
| Londra 2016     | Katinka Hosszú ( Ungheria)                           | Siobhan-Marie O'Connor ( Gran Bretagna) | Hannah Miley ( Regno Unito)          |
| Glasgow 2018    | Katinka Hosszú ( Ungheria)                           | Ilaria Cusinato ( Italia)               | Maria Ugolkova ( Svizzera)           |
| Budapest 2020   | Anastasia Gorbenko ( Israele)                        | Abbie Wood ( Gran Bretagna)             | Katinka Hosszú ( Ungheria)           |
| Roma 2022       | Anastasia Gorbenko ( Israele)                        | Marrit Steenbergen ( Paesi Bassi)       | Sara Franceschi ( Italia)            |
| Belgrado 2024   | Anastasia Gorbenko ( Israele)                        | Lea Polonsky ( Israele)                 | Barbora Seemanová ( Rep. Ceca)       |

- Atleta più premiata: Katinka Hosszú ( Ungheria)
- Nazione più medagliata:  Germania Est (8 , 6  e 1 )
- Record della competizione: 2:07.30 (Katinka Hosszú  Ungheria, Londra 2016)

### 400 metri
| Edizione        | Oro                                    | Argento                                                              | Bronzo                                |
| --------------- | -------------------------------------- | -------------------------------------------------------------------- | ------------------------------------- |
| Lipsia 1962     | Adrie Lasterie ( Paesi Bassi)          | Anita Lonsbrough ( Regno Unito)                                      | Márta Egervári ( Ungheria)            |
| Utrecht 1966    | Betty Heukels ( Paesi Bassi)           | Heidi Pechstein ( Germania Est)                                      | Lyudmila Kasiyeva ( Unione Sovietica) |
| Barcellona 1970 | Evelyn Stolze ( Germania Est)          | Brigitte Schuchardt ( Germania Est)                                  | Shelagh Ratcliffe ( Regno Unito)      |
| Vienna 1974     | Ulrike Tauber ( Germania Est)          | Gudrun Wegner ( Germania Est)                                        | Susan Richardson ( Regno Unito)       |
| Jönköping 1977  | Ulrike Tauber ( Germania Est)          | Sabine Kahle ( Germania Est)                                         | Sharron Davies ( Regno Unito)         |
| Spalato 1981    | Petra Schneider ( Germania Est)        | Ute Geweniger ( Germania Est)                                        | Agnieszka Czopek ( Polonia)           |
| Roma 1983       | Kathleen Nord ( Germania Est)          | Petra Schneider ( Germania Est)                                      | Petra Zindler ( Germania Ovest)       |
| Sofia 1985      | Kathleen Nord ( Germania Est)          | Cornelia Sirch ( Germania Est)                                       | Sonia Blagoeva ( Bulgaria)            |
| Strasburgo 1987 | Noemi Lung ( Romania)                  | Elena Dendeberova ( Unione Sovietica)                                | Kathleen Nord ( Germania Est)         |
| Bonn 1989       | Daniela Hunger ( Germania Est)         | Krisztina Egerszegi ( Ungheria)                                      | Grit Müller ( Germania Est)           |
| Atene 1991      | Krisztina Egerszegi ( Ungheria)        | Beatrice Căslaru ( Romania)                                          | Ewa Synowska ( Polonia)               |
| Sheffield 1993  | Krisztina Egerszegi ( Ungheria)        | Darya Shmeleva ( Russia)                                             | Hana Cerná ( Rep. Ceca)               |
| Vienna 1995     | Krisztina Egerszegi ( Ungheria)        | Michelle Smith ( Irlanda)                                            | Cathleen Rund ( Germania)             |
| Siviglia 1997   | Michelle Smith ( Irlanda)              | Jana Kločkova ( Ucraina)                                             | Hana Cerná ( Rep. Ceca)               |
| Istanbul 1999   | Jana Kločkova ( Ucraina)               | Beatrice Căslaru ( Romania)                                          | Hana Cerná ( Rep. Ceca)               |
| Helsinki 2000   | Jana Kločkova ( Ucraina)               | Beatrice Căslaru ( Romania)                                          | Yseult Gervy ( Belgio)                |
| Berlino 2002    | Jana Kločkova ( Ucraina)               | Éva Risztov ( Ungheria)                                              | Nicole Hetzer ( Germania)             |
| Madrid 2004     | Jana Kločkova ( Ucraina)               | Éva Risztov ( Ungheria)                                              | Anja Klinar ( Slovenia)               |
| Budapest 2006   | Alessia Filippi ( Italia)              | Nicole Hetzer ( Germania)                                            | Katarzyna Baranowska ( Polonia)       |
| Eindhoven 2008  | Alessia Filippi ( Italia)              | Katinka Hosszú ( Ungheria)                                           | Yana Martynova ( Russia)              |
| Budapest 2010   | Hannah Miley ( Regno Unito)            | Katinka Hosszú ( Ungheria)                                           | Zsuzsanna Jakabos ( Ungheria)         |
| Debrecen 2012   | Katinka Hosszú ( Ungheria)             | Zsuzsanna Jakabos ( Ungheria)                                        | Barbora Závadová ( Rep. Ceca)         |
| Berlino 2014    | Katinka Hosszú ( Ungheria)             | Mireia Belmonte García ( Spagna)                                     | Aimee Willmott ( Regno Unito)         |
| Londra 2016     | Katinka Hosszú ( Ungheria)             | Hannah Miley ( Regno Unito)                                          | Zsuzsanna Jakabos ( Ungheria)         |
| Glasgow 2018    | Fantine Lesaffre ( Francia)            | Ilaria Cusinato ( Italia)                                            | Hannah Miley ( Gran Bretagna)         |
| Budapest 2020   | Katinka Hosszú ( Ungheria)             | Viktória Mihályvári-Farkas ( Ungheria) Aimee Willmott ( Regno Unito) |                                       |
| Roma 2022       | Viktória Mihályvári-Farkas ( Ungheria) | Zsuzsanna Jakabos ( Ungheria)                                        | Freya Colbert ( Gran Bretagna)        |
| Belgrado 2024   | Anastasia Gorbenko ( Israele)          | Vivien Jackl ( Ungheria)                                             | Zsuzsanna Jakabos ( Ungheria)         |

- Atleta più premiata: Katinka Hosszú ( Ungheria)
- Nazione più medagliata:  Ungheria (8 , 9  e 4 )
- Record della competizione:4.30.90 (Katinka Hosszú  Ungheria, Londra 2016)

## Staffette

### 4x100 metri stile libero
| Edizione         | Oro              | Argento        | Bronzo         |
| ---------------- | ---------------- | -------------- | -------------- |
| Bologna 1927     | Regno Unito      | Paesi Bassi    | Germania       |
| Parigi 1931      | Paesi Bassi      | Regno Unito    | Ungheria       |
| Magdeburgo 1934  | Paesi Bassi      | Germania       | Regno Unito    |
| Londra 1938      | Danimarca        | Paesi Bassi    | Regno Unito    |
| Monte Carlo 1947 | Danimarca        | Paesi Bassi    | Regno Unito    |
| Vienna 1950      | Paesi Bassi      | Danimarca      | Svezia         |
| Torino 1954      | Ungheria         | Paesi Bassi    | Germania Ovest |
| Budapest 1958    | Paesi Bassi      | Regno Unito    | Svezia         |
| Lipsia 1962      | Paesi Bassi      | Regno Unito    | Ungheria       |
| Utrecht 1966     | Unione Sovietica | Svezia         | Paesi Bassi    |
| Barcellona 1970  | Germania Est     | Ungheria       | Svezia         |
| Vienna 1974      | Germania Est     | Paesi Bassi    | Francia        |
| Jönköping 1977   | Germania Est     | Paesi Bassi    | Regno Unito    |
| Spalato 1981     | Germania Est     | Germania Ovest | Paesi Bassi    |
| Roma 1983        | Germania Est     | Paesi Bassi    | Germania Ovest |
| Sofia 1985       | Germania Est     | Germania Ovest | Paesi Bassi    |
| Strasburgo 1987  | Germania Est     | Paesi Bassi    | Germania Ovest |
| Bonn 1989        | Germania Est     | Paesi Bassi    | Germania Ovest |
| Atene 1991       | Paesi Bassi      | Germania       | Danimarca      |
| Sheffield 1993   | Germania         | Svezia         | Russia         |
| Vienna 1995      | Germania         | Svezia         | Regno Unito    |
| Siviglia 1997    | Germania         | Svezia         | Russia         |
| Istanbul 1999    | Germania         | Svezia         | Regno Unito    |
| Helsinki 2000    | Svezia           | Italia         | Belgio         |
| Berlino 2002     | Germania         | Svezia         | Paesi Bassi    |
| Madrid 2004      | Francia          | Paesi Bassi    | Svezia         |
| Budapest 2006    | Germania         | Paesi Bassi    | Francia        |
| Eindhoven 2008   | Paesi Bassi      | Italia         | Svezia         |
| Budapest 2010    | Germania         | Regno Unito    | Svezia         |
| Debrecen 2012    | Germania         | Svezia         | Italia         |
| Berlino 2014     | Svezia           | Germania       | Italia         |
| Londra 2016      | Paesi Bassi      | Italia         | Svezia         |
| Glasgow 2018     | Francia          | Paesi Bassi    | Danimarca      |
| Budapest 2020    | Gran Bretagna    | Paesi Bassi    | Francia        |
| Roma 2022        | Gran Bretagna    | Svezia         | Paesi Bassi    |
| Belgrado 2024    | Ungheria         | Danimarca      | Polonia        |

- Paese più premiato:  Paesi Bassi
- Record della competizione:3:33.62 ( Paesi Bassi [ Inge Dekker Ranomi Kromowidjojo Femke Heemskerk Marleen Veldhuis ], Eindhoven 2008)

### 4x200 metri stile libero
| Edizione        | Oro           | Argento        | Bronzo         |
| --------------- | ------------- | -------------- | -------------- |
| Roma 1983       | Germania Est  | Germania Ovest | Paesi Bassi    |
| Sofia 1985      | Germania Est  | Paesi Bassi    | Svezia         |
| Strasburgo 1987 | Germania Est  | Romania        | Germania Ovest |
| Bonn 1989       | Germania Est  | Paesi Bassi    | Italia         |
| Atene 1991      | Danimarca     | Germania       | Paesi Bassi    |
| Sheffield 1993  | Germania      | Svezia         | Regno Unito    |
| Vienna 1995     | Germania      | Paesi Bassi    | Regno Unito    |
| Siviglia 1997   | Germania      | Svezia         | Danimarca      |
| Istanbul 1999   | Germania      | Svezia         | Romania        |
| Helsinki 2000   | Romania       | Italia         | Francia        |
| Berlino 2002    | Germania      | Spagna         | Svezia         |
| Madrid 2004     | Spagna        | Francia        | Romania        |
| Budapest 2006   | Germania      | Polonia        | Francia        |
| Eindhoven 2008  | Francia       | Regno Unito    | Italia         |
| Budapest 2010   | Ungheria      | Francia        | Regno Unito    |
| Debrecen 2012   | Italia        | Ungheria       | Slovenia       |
| Berlino 2014    | Italia        | Svezia         | Ungheria       |
| Londra 2016     | Ungheria      | Spagna         | Paesi Bassi    |
| Glasgow 2018    | Gran Bretagna | Russia         | Germania       |
| Budapest 2020   | Gran Bretagna | Ungheria       | Italia         |
| Roma 2022       | Paesi Bassi   | Gran Bretagna  | Ungheria       |
| Belgrado 2024   | Israele       | Ungheria       | Turchia        |

- Paese più premiato:  Germania
- Record della competizione:7.50.53 ( Italia [ Alice Mizzau Stefania Pirozzi Chiara Masini Luccetti Federica Pellegrini ], Berlino 2014)

### 4x100 metri misti femminile
| Edizione        | Oro              | Argento          | Bronzo         |
| --------------- | ---------------- | ---------------- | -------------- |
| Budapest 1958   | Paesi Bassi      | Unione Sovietica | Regno Unito    |
| Lipsia 1962     | Germania Est     | Paesi Bassi      | Regno Unito    |
| Utrecht 1966    | Paesi Bassi      | Unione Sovietica | Regno Unito    |
| Barcellona 1970 | Germania Est     | Unione Sovietica | Germania Ovest |
| Vienna 1974     | Germania Est     | Germania Ovest   | Svezia         |
| Jönköping 1977  | Germania Est     | Unione Sovietica | Germania Ovest |
| Spalato 1981    | Germania Est     | Unione Sovietica | Germania Ovest |
| Roma 1983       | Germania Est     | Paesi Bassi      | Germania Ovest |
| Sofia 1985      | Germania Est     | Unione Sovietica | Bulgaria       |
| Strasburgo 1987 | Germania Est     | Italia           | Germania Ovest |
| Bonn 1989       | Germania Est     | Italia           | Paesi Bassi    |
| Atene 1991      | Unione Sovietica | Germania         | Paesi Bassi    |
| Sheffield 1993  | Germania         | Russia           | Regno Unito    |
| Vienna 1995     | Germania         | Ungheria         | Spagna         |
| Siviglia 1997   | Germania         | Russia           | Regno Unito    |
| Istanbul 1999   | Svezia           | Germania         | Regno Unito    |
| Helsinki 2000   | Svezia           | Belgio           | Romania        |
| Berlino 2002    | Germania         | Svezia           | Ucraina        |
| Madrid 2004     | Francia          | Ucraina          | Paesi Bassi    |
| Budapest 2006   | Regno Unito      | Germania         | Francia        |
| Eindhoven 2008  | Regno Unito      | Russia           | Paesi Bassi    |
| Budapest 2010   | Regno Unito      | Svezia           | Germania       |
| Debrecen 2012   | Germania         | Italia           | Svezia         |
| Berlino 2014    | Danimarca        | Svezia           | Regno Unito    |
| Londra 2016     | Gran Bretagna    | Italia           | Finlandia      |
| Glasgow 2018    | Russia           | Danimarca        | Gran Bretagna  |
| Budapest 2020   | Gran Bretagna    | Russia           | Italia         |
| Roma 2022       | Svezia           | Francia          | Paesi Bassi    |
| Belgrado 2024   | Polonia          | Ungheria         | Danimarca      |

- Paese più premiato:  Germania Est
- Record della competizione: 3'54"01 ( Gran Bretagna [ Kathleen Dawson Molly Renshaw Laura Stephens Anna Hopkin ], Glasgow 2020)

## Medagliere femminile
(aggiornato a Belgrado 2024)

| Pos. | Paese                | Oro | Argento | Bronzo | Totale |
| ---- | -------------------- | --- | ------- | ------ | ------ |
| 1    | Germania Est         | 109 | 70      | 22     | 201    |
| 2    | Germania             | 54  | 39      | 35     | 128    |
| 3    | Ungheria             | 47  | 45      | 30     | 122    |
| 4    | Paesi Bassi          | 42  | 65      | 55     | 162    |
| 5    | Svezia               | 37  | 29      | 32     | 98     |
| 6    | Francia              | 29  | 17      | 23     | 69     |
| 7    | Regno Unito          | 27  | 48      | 68     | 141    |
| 8    | Danimarca            | 26  | 21      | 26     | 73     |
| 9    | Italia               | 23  | 26      | 30     | 79     |
| 10   | Russia               | 18  | 25      | 16     | 59     |
| 11   | Spagna               | 13  | 17      | 18     | 48     |
| 12   | Ucraina              | 12  | 13      | 8      | 33     |
| 13   | Unione Sovietica     | 10  | 10      | 21     | 41     |
| 14   | Romania              | 8   | 16      | 22     | 46     |
| 15   | Polonia              | 8   | 7       | 12     | 27     |
| 16   | Rep. Ceca            | 6   | 2       | 8      | 16     |
| 17   | Belgio               | 5   | 5       | 9      | 19     |
| 18   | Irlanda              | 5   | 6       | 0      | 11     |
| 19   | Israele              | 5   | 1       | 1      | 7      |
| 20   | Norvegia             | 4   | 2       | 5      | 11     |
| 21   | Slovacchia           | 3   | 10      | 1      | 14     |
| 22   | Svizzera             | 3   | 3       | 3      | 9      |
| 23   | Austria              | 3   | 1       | 5      | 9      |
| 24   | Lituania             | 3   | 1       | 2      | 6      |
| 25   | Germania Ovest       | 2   | 8       | 19     | 29     |
| 26   | Bielorussia          | 2   | 6       | 7      | 15     |
| 27   | Slovenia             | 1   | 3       | 5      | 9      |
| 28   | Grecia               | 1   | 3       | 4      | 8      |
| 29   | Bulgaria             | 1   | 2       | 7      | 10     |
| 30   | Bosnia ed Erzegovina | 1   | 1       | 1      | 3      |
| 31   | Estonia              | 1   | 1       | 0      | 2      |
| 32   | Portogallo           | 1   | 0       | 1      | 2      |
| 33   | Finlandia            | 0   | 3       | 4      | 7      |
| 34   | Jugoslavia           | 0   | 3       | 1      | 4      |
| 35   | Islanda              | 0   | 2       | 1      | 3      |
| 36   | Croazia              | 0   | 1       | 3      | 4      |
| 37   | Turchia              | 0   | 0       | 3      | 3      |
| 38   | Cecoslovacchia       | 0   | 0       | 1      | 1      |